# Angles (Alpes-de-Haute-Provence)
Pour les articles homonymes, voir Angles.
Angles est une commune française située dans le département des Alpes-de-Haute-Provence, en région Provence-Alpes-Côte d'Azur.

## Géographie

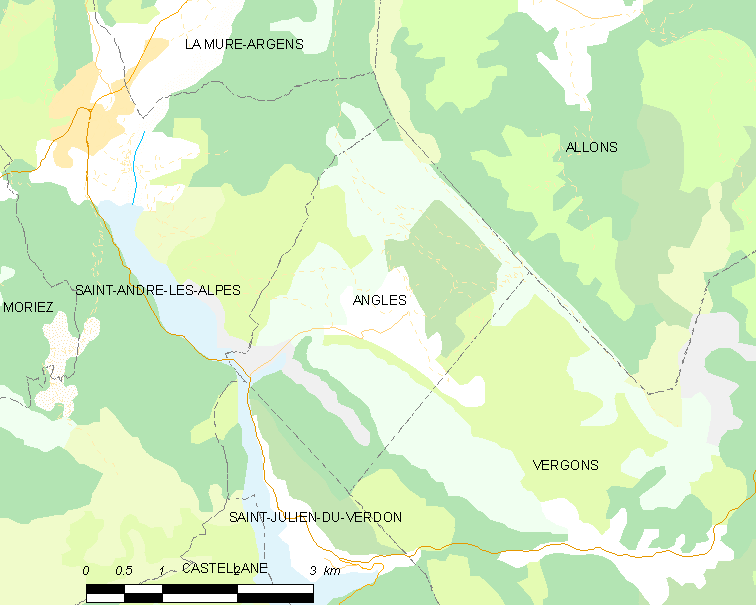
Angles et les communes voisines (cliquez sur la carte pour accéder à une grande carte avec la légende).

Le village est situé à 956 m d’altitude, dans la vallée du Torrent d'Angles.
Les communes limitrophes sont Saint-André-les-Alpes, Allons, Vergons et Saint-Julien-du-Verdon.
Angles est une des 46 communes adhérentes du parc naturel régional du Verdon.

### Géologie et relief
- Baisse d’Angles (1 577 m) et le Serre Gros (1 778 m) sur la Crête des Serres.

La commune est située dans le périmètre de protection de la Réserve naturelle géologique de Haute-Provence.

### Hydrographie
Cours d'eau sur la commune ou à son aval :
- La commune est arrosée par le Verdon (au sud-ouest), ainsi que par l'un de ses affluents, le Torrent d'Angles[4], rivière d'environ 5,6 km,
- ravin des basties.

Plan d'eau :
- baie d'angles,
- lac de castillon.

### Climat
Pour des articles plus généraux, voir Climat de Provence-Alpes-Côte d'Azur et Climat des Alpes-de-Haute-Provence.
En 2010, le climat de la commune est de type climat des marges montargnardes, selon une étude du Centre national de la recherche scientifique s'appuyant sur une série de données couvrant la période 1971-2000. En 2020, Météo-France publie une typologie des climats de la France métropolitaine dans laquelle la commune est exposée à un climat de montagne ou de marges de montagne et est dans la région climatique Alpes du sud, caractérisée par une pluviométrie annuelle de 850 à 1 000 mm, minimale en été.
Pour la période 1971-2000, la température annuelle moyenne est de 10,5 °C, avec une amplitude thermique annuelle de 16,3 °C. Le cumul annuel moyen de précipitations est de 971 mm, avec 6,9 jours de précipitations en janvier et 5,2 jours en juillet. Pour la période 1991-2020, la température moyenne annuelle observée sur la station météorologique de Météo-France la plus proche, « La Mure-Argens », sur la commune de La Mure-Argens à 5 km à vol d'oiseau, est de 9,8 °C et le cumul annuel moyen de précipitations est de 891,5 mm. 
La température maximale relevée sur cette station est de 37,3 °C, atteinte le 28 juin 2019 ; la température minimale est de −21,9 °C, atteinte le 7 février 2012,,.
Les paramètres climatiques de la commune ont été estimés pour le milieu du siècle (2041-2070) selon différents scénarios d'émission de gaz à effet de serre à partir des nouvelles projections climatiques de référence DRIAS-2020. Ils sont consultables sur un site dédié publié par Météo-France en novembre 2022.

### Environnement
La commune compte 417 ha de bois et forêts, soit près de la moitié de la superficie.

### Transports
Le village d’Angles est accessible par la RD 33, via la route nationale 202.

### Risques naturels et technologiques
Aucune des 200 communes du département n'est en zone de risque sismique nul. Le canton de Saint-André-les-Alpes auquel appartient Angles est en zone 1b (risque faible) selon la classification déterministe de 1991, basée sur les séismes historiques, et en zone 4 (risque moyen) selon la classification probabiliste EC8 de 2011. La commune d’Angles est également exposée à quatre autres risques naturels :
- avalanche,
- feu de forêt,
- inondation (le cours inférieur du torrent d’Angles),
- mouvement de terrain : la commune est concernée par un aléa moyen à fort sur certaines zones de son territoire[15].

La commune d’Angles est également exposée à un risque d’origine technologique, celui de transport de matières dangereuses par route. La route nationale 202 peut être empruntée par les transports routiers de marchandises dangereuses et passe en limite de commune.
Aucun plan de prévention des risques naturels prévisibles (PPR) n’existe pour la commune et le Dicrim existe depuis 2011.
La commune n’a été l’objet d’aucun arrêté de catastrophe naturelle. Le tremblement de terre le plus fortement ressenti à Angles est celui de Chasteuil, le 30 novembre 1951.

## Urbanisme

### Typologie
Au 1er janvier 2024, Angles est catégorisée commune rurale à habitat dispersé, selon la nouvelle grille communale de densité à 7 niveaux définie par l'Insee en 2022.
Elle est située hors unité urbaine et hors attraction des villes,.

### Occupation des sols
L'occupation des sols de la commune, telle qu'elle ressort de la base de données européenne d’occupation biophysique des sols Corine Land Cover (CLC), est marquée par l'importance des forêts et milieux semi-naturels (88,8 % en 2018), une proportion identique à celle de 1990 (88,8 %). La répartition détaillée en 2018 est la suivante :
espaces ouverts, sans ou avec peu de végétation (46,1 %), forêts (42,1 %), zones agricoles hétérogènes (10,2 %), eaux continentales (1 %), milieux à végétation arbustive et/ou herbacée (0,6 %).
L'évolution de l’occupation des sols de la commune et de ses infrastructures peut être observée sur les différentes représentations cartographiques du territoire : la carte de Cassini (XVIIIe siècle), la carte d'état-major (1820-1866) et les cartes ou photos aériennes de l'IGN pour la période actuelle (1950 à aujourd'hui).

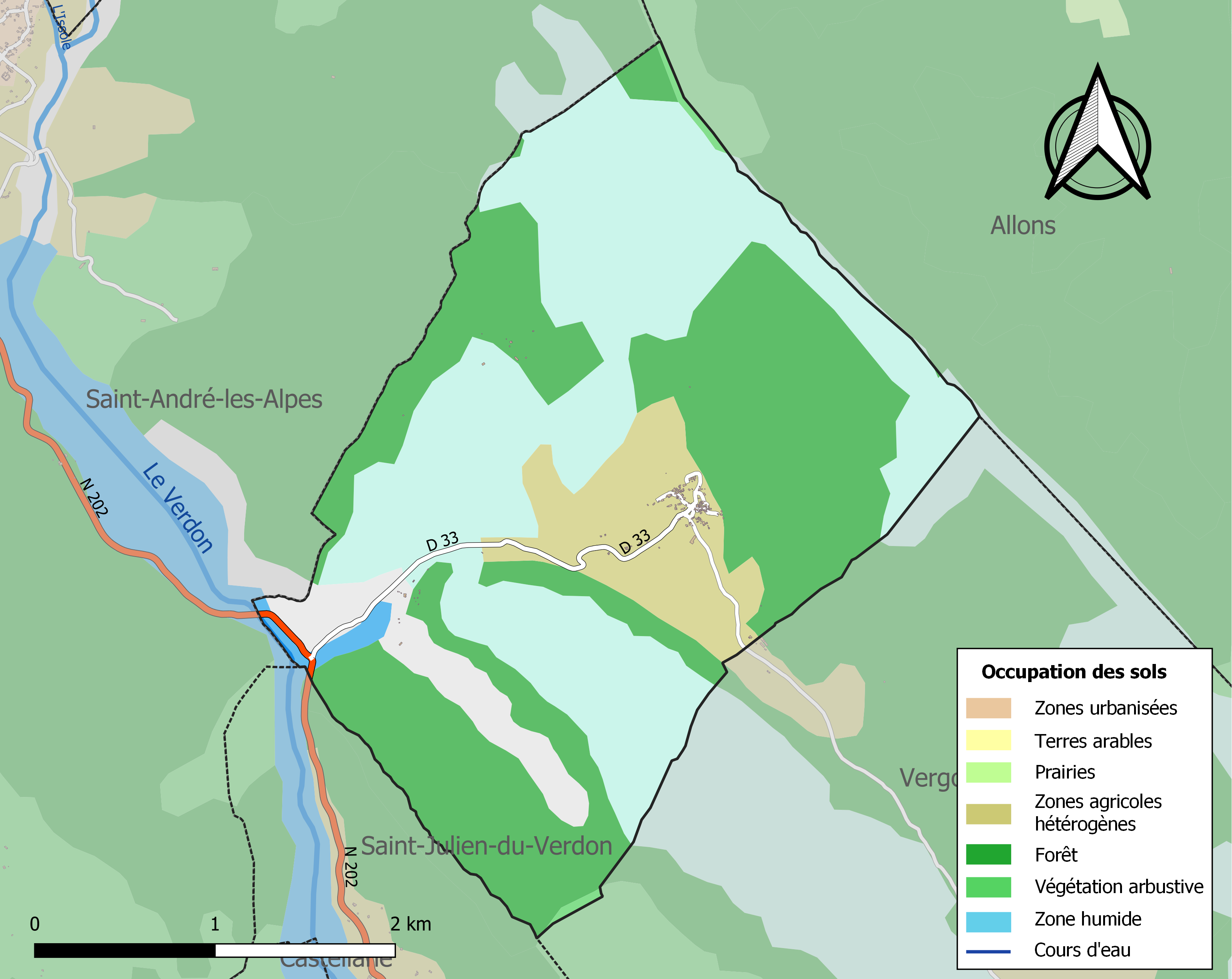
Carte de l'occupation des sols de la commune en 2018 (CLC).

## Toponymie
La localité est signalée pour la première fois sous la forme In Anglis vers 1045, Angulis au XIIIe siècle.
Son nom fait référence à un élément du paysage en forme de coin, le village selon Ernest Nègre, celle des champs selon les Fénié.
Si certains y voient un rapport aux « angles » du village, ou à des formes anguleuses caractéristiques, il pourrait, peut-être, aussi être possible de rapprocher ce toponyme des Angles, peuplade germanique, dont quelques éléments, qui étaient au service des Romains, aient pu s'établir en ces lieux.
Le nom du quartier du Moustier est la trace du prieuré de Lérins, dans son nom.

## Économie

### Aperçu général
En 2009, la population active s'élevait à 27 personnes, dont 1 chômeur. Ces travailleurs sont majoritairement salariés (19 sur 26) et travaillent majoritairement hors de la commune (20 travailleurs sur 26). Le seul emploi salarié de la commune est dans le secteur tertiaire
Au 1er janvier 2011, le secteur primaire représente la plus grosse part des établissements actifs de la commune (5 sur 11), il y a trois entreprises du secteur secondaire, et trois établissements du secteur tertiaire.

### Agriculture
Fin 2010, le secteur primaire (agriculture, sylviculture, pêche) comptait cinq établissements différents.
Le nombre d’exploitations, selon l’enquête Agreste du ministère de l’Agriculture, est resté stable dans les années 2000, à 3, qui sont toutes spécialisés dans l’élevage ovin. De 1988 à 2000, la surface agricole utile (SAU) a fortement décru, passant de 113 à 603 ha, l’essentiel restant en herbe. À l’opposé, la surface agricole utilisée a très fortement régressé dans les années 2000 : elle est passée de 608 à 63 hectares.

### Industrie
Fin 2010, le secteur secondaire (industrie et construction) comptait trois établissements, n’employant aucun salarié.

### Activités de service
Fin 2010, le secteur tertiaire (commerces, service) comptait trois établissements (avec un seul emploi salarié).
D'après l'Observatoire départemental du tourisme, la fonction touristique est importante pour la commune, avec entre 1 et 5 touristes accueillis pour un habitant (compte tenu de la population). L’essentiel de la capacité d'hébergement est non-marchande. Les structures d'hébergement à finalité touristique sont rares à Angles :
- un camping à la ferme[39] ;
- quelques meublés[40] ;
- des chambres d’hôtes[41] ;
- aucun hôtel[42] ni hébergement collectif[43].

En considérant la faiblesse de l’offre, ce sont finalement les résidences secondaires qui pèsent le plus lourd dans la capacité d'accueil : 27 des 64 logements de la commune sont des résidences secondaires (42 %).

## Histoire
Auguste fait la conquête de la vallée du Verdon en même temps que celle des Alpes, qu’il achève en 14 av. J.-C. Il est difficile de connaître le nom du peuple gaulois qui peuplait la vallée, et le nom de la civitas dont la vallée d’Angles dépendait au Haut-Empire : Eturamina (Thorame), Civitas Saliniensum (Castellane) ou Sanitensium (Senez). À la fin de l’Empire romain, le rattachement à celle de Sanitensium, et à son diocèse, semblent avérés.
La localité apparaît pour la première fois dans les chartes en 1245,, alors qu’elle est une coseigneurie des évêques de Senez et de l’abbaye de Lérins. Son prieuré est réuni à celui de Vergons en 1454 et relevait de l’abbaye Saint-Honorat de Lérins. L’abbé de Lérins y construit un hospice. Elle passe ensuite aux d’Agoult.
La communauté relevait de la viguerie de Castellane.
Les habitants d’Angles mènent une lutte contre le seigneur local, sur plusieurs générations, refusant le droit de demi-lods, prélevé sur tout héritage. Après les non-paiements, les procès, le banc du seigneur à l’église est réduits en miettes. En 1731, les moissons du seigneur ne sont plus récoltées, avec interdiction à quiconque de le faire, et l’intendant échappe de peu au lynchage.
Une école primaire permanente y existe depuis 1776. En 1788, le prieuré disparaît avec la sécularisation de l’abbaye de Lérins
Durant la Révolution, la commune compte une société patriotique, créée après la fin de 1792.
La Révolution et l’Empire apportent nombre d’améliorations, dont une imposition foncière égale pour tous, et proportionnelle à la valeur des biens de chacun. Afin de la mettre en place sur des bases précises, la levée d’un cadastre est décidée. La loi de finances du 15 septembre 1807 précise ses modalités, mais sa réalisation est longue à mettre en œuvre, les fonctionnaires du cadastre traitant les communes par groupes géographiques successifs. Ce n’est qu’en 1838 que le cadastre dit napoléonien d’Angles est achevé.
Comme de nombreuses communes du département, celle d’Angles se dote d’écoles bien avant les lois Jules Ferry : en 1863, l’école installée au chef-lieu dispense une instruction primaire aux garçons. Aucune instruction n’est donnée aux filles : ni la loi Falloux (1851), qui impose l’ouverture d’une école de filles aux communes de plus de 800 habitants, ni la première loi Duruy (1867), qui abaisse ce seuil à 500 habitants, ne concernent Angles, et ce n’est qu’avec les lois Ferry que les filles d’Angles sont régulièrement scolarisées.

## Héraldique
| Blason de Angles (Alpes-de-Haute-Provence) | Blason  | Écartelé, au 1er et 4e de gueules à deux triangles entrelacés d’argent, au 2e et 3e d’or à un loup ravissant d’azur lampassé et armé de gueules,. |
| Blason de Angles (Alpes-de-Haute-Provence) | Détails | Le statut officiel du blason reste à déterminer.                                                                                                  |

## Politique et administration

### Liste des maires
| Période                                  | Période   | Identité        | Étiquette | Qualité     |
| ---------------------------------------- | --------- | --------------- | --------- | ----------- |
| mai 1945                                 |           | Albert Dol      |           |             |
|                                          |           |                 |           |             |
| 1977 (?)                                 |           | Flavien Raybaud | PS        |             |
| 2001                                     | en cours, | Aimé Bac        | DVD       | Agriculteur |
| Les données manquantes sont à compléter. |           |                 |           |             |

### Intercommunalité
Angles fait partie :
- jusqu'en 2016 de la communauté de communes du Moyen Verdon ;
- à partir du 1er janvier 2017, de la communauté de communes Alpes Provence Verdon - Sources de Lumière.

### Urbanisme
La communauté de communes Alpes Provence Verdon - Sources de Lumière, créée le 24 novembre 2016 avec effet le 1er janvier 2017, regroupe désormais 41 communes. Cet établissement public de coopération intercommunale (EPCI) s'est engagé dans une démarche d’élaboration d’un plan local d'urbanisme intercommunal (PLUi).

### Budget et fiscalité 2016
En 2016, le budget de la commune était constitué ainsi :
- total des produits de fonctionnement : 68 000 €, soit 1 034 € par habitant ;
- total des charges de fonctionnement : 60 000 €, soit 912 € par habitant ;
- total des ressources d’investissement : 9 000 €, soit 134 € par habitant ;
- total des emplois d’investissement : 4 000 €, soit 59 € par habitant.
- endettement : 2 000 €, soit 30 € par habitant.

Avec les taux de fiscalité suivants :
- taxe d’habitation : 10,09 % ;
- taxe foncière sur les propriétés bâties : 12,12 % ;
- taxe foncière sur les propriétés non bâties : 52,28 % ;
- taxe additionnelle à la taxe foncière sur les propriétés non bâties : 58,73 % ;
- cotisation foncière des entreprises : 24,64 %.

Chiffres clés Revenus et pauvreté des ménages en 2014.

## Population et société

### Démographie
En 2022, la commune d’Angles comptait 70 habitants. À partir du XXIe siècle, les recensements réels des communes de moins de 10 000 habitants ont lieu tous les cinq ans (2007, 2012, 2017 pour Angles). Les autres chiffres sont des estimations.
| 1315    | 1471    | 1765 | 1793 | 1800 | 1806 | 1821 | 1831 | 1836 | 1841 |
| ------- | ------- | ---- | ---- | ---- | ---- | ---- | ---- | ---- | ---- |
| 10 feux | 10 feux | 312  | 284  | 274  | 272  | 266  | 347  | 210  | 245  |

| 1846 | 1851 | 1856 | 1861 | 1866 | 1872 | 1876 | 1881 | 1886 | 1891 |
| ---- | ---- | ---- | ---- | ---- | ---- | ---- | ---- | ---- | ---- |
| 227  | 240  | 244  | 223  | 196  | 181  | 168  | 180  | 182  | 176  |

| 1896 | 1901 | 1906 | 1911 | 1921 | 1926 | 1931 | 1936 | 1946 | 1954 |
| ---- | ---- | ---- | ---- | ---- | ---- | ---- | ---- | ---- | ---- |
| 144  | 130  | 114  | 113  | 89   | 95   | 106  | 71   | 54   | 66   |

| 1962 | 1968 | 1975 | 1982 | 1990 | 1999 | 2007 | 2022 | - | - |
| ---- | ---- | ---- | ---- | ---- | ---- | ---- | ---- | - | - |
| 55   | 57   | 55   | 65   | 56   | 67   | 72   | 70   | - | - |

L’histoire démographique d’Angles est marquée par une période d’« étale » où la population reste relativement stable à un niveau élevé. Cette période dure jusqu’en 1861. L’exode rural provoque ensuite un mouvement de recul démographique de longue durée. En 1901, la commune a perdu plus de la moitié de sa population par rapport au maximum historique de 1806. Le mouvement de baisse se poursuit jusqu’aux années 1970. Depuis, la croissance de la population a repris, très lentement.

### Cultes
Culte catholique, doyenné Var et Verdon.

## Lieux et monuments
- L’église Notre-Dame-et-Saint-Honorat (XVIIe siècle[73],[74], un chapiteau portant l’inscription 1686[75],[50]) possède un clocher aux tuiles polychromes.
- La chapelle Notre-Dame[76] : chœur polygonal, à croisée d’ogives, du XVIe ou du début du XVIIe siècle[77]. En ruines dès la fin du XIXe siècle, elle est restaurée dans les années 1970, en contradiction avec les relevés des enquêtes diocésaines du XIXe siècle qui datent sa construction de 1870[31].
- Une chapelle Saint-Jean a aussi existé au sud du village, mais a disparu au XIXe siècle[31].
- Monuments commémoratifs[78].
- Oratoires et croix de chemin[79].
- Lavoirs[80],[81], fontaines[82], abreuvoir[83].